# August Heissmeyer
August Heissmeyer (nascut l'11 de gener del 1897 a Gellersen (Baixa Saxònia) i mort el 16 de gener del 1979 a Schwäbisch Hall (Baden-Württemberg) era un obergruppenführer de la SS i general de la Waffen-SS i de la policia, així com cap d'un dels Hauptamt de 1935 a 1939, una mena de ministeri paral·lel a l'administració de l'estat alemany nazista, que era la direcció central dels SS, que responia directament a Heinrich Himmler.

## Biografia
Va servir a la Wehrmacht durant la Primera Guerra Mundial i obtindre moltes condecoracions, entre les quals la Creu de Ferro primera classe. Després de la guerra va esdevenir mestre d'escola.
Va ser un aficionat nacionalsocialista des de la primera hora, ja el 1925 va afiliar-se al Partit Nacionalsocialista, el 1926 a la SA i el 1930 a la SS. Des d'aleshores va fer una carrera fulgurant. El 1935 va succedir com a SS-Gruppenführer a Curt Wittje, destituït per causa d'homosexualitat, responsable per a organitzar la formació esportiva dels SS. El 1936 va ser inspector general de les Nationalpolitische Erziehungsanstalten, una sèrie d'escoles mitjanes per a formar els futurs elits nazis, a la qual va ocupar-se de la formació militar dels escolars. El 1939 va esdevenir cap de la policia (Oberabschnittsleiter) de la zona de Berlín-Brandenburg i vice-inspector dels camps de concentració.
El 24 d'agost de 1940 va inspectar el camp de Ravensbrück junts amb Gertrud Scholtz-Klink, cap nacional de totes les organitzacions de dones del Tercer Reich, i una de les rares dones que van obtindre una posició prominent a l'organització nacionalsocialista. Va casar-s'hi el desembre 1940.
Després de la guerra, la parella va amagar-se sota el nom Stuckenbrock, el nom de sa mare, a Bebenhausen prop de Tübingen, amb l'ajut de dues dones nobles, la principessa Pauline zu Wied i la baronessa Falkenstein. La parella va ser arrestada per l'exèrcit francès el 29 de febrer de 1948 i condemnat a 18 mesos, per un delicte menor: conduir nom i pasaport falsos. Quan va descobrir-se que eren ambdós nazis prominents hi va haver una revisió, però el tribunal va considerar que la pena era complida i van ser lliberats, el que va conduir a una ona de protesta de víctimes de la política de Heissmeyer i de Scholtz-Klink. Va seguir una apel·lació, la pena va ser augmentat a 36 mesos efectius per ell i 30 mesos per la seva dona.
Van introduir una sol·licitud de gràcia a la qual van invocar la necessitat d'atendre els seus onze fills i filles, sense cap menció de penediment o abjuració dels seus principis nacionasocialistes. Fins a la fi, ell i la seva dona van considerar-se com idealistes víctimes d'una justícia dels vencedors. La gràcia va ser atorgada pel democristià catòlic Gebhard Müller (1900-1990), president de l'aleshores estat federal alemany de Würtemberg-Hohenzollern, en nom de l'interès dels seus onze fills amb el suport discret i la simpatia de molts nazis amagats que van adaptar-se al nou règim tot i continuar ajudant els companys d'antany.
Va quedar-se a Bebenhausen fins a la seva mort natural. El 1955, la seva dona va assajar de recuperar una part dels béns confiscats.

## Parent
El seu cosí Kurt Heissmeyer (1905-1967), va ser un metge SS. Son oncle August va ajudar-lo, en profitar la seva xarxa densa dins la jerarquia nazi, per a posar a la seva disposició el «material humà inferior», és a dir, adults i nens presoners dels camps, per tal de poder conduir experiments pseudo-mèdics. Les víctimes que no van morir als experiments, van ser assassinades en un crim de la fase final l'abril 1945 a l'Escola del Bullenhuser Damm.